# Drosophila pachneissa
Drosophila pachneissa este o specie de muște din genul Drosophila, familia Drosophilidae, descrisă de Tsacas în anul 2002.
Este endemică în Madagascar. Conform Catalogue of Life specia Drosophila pachneissa nu are subspecii cunoscute.